# Ulithische Sprache
Die Ulithische Sprache ist eine mikronesische Sprache, die auf Ulithi, einem Atoll der Föderierten Staaten von Mikronesien, von ca. 3000 Menschen gesprochen wird.
Ulithisch hat eine Ähnlichkeit von 74 bis 80 % mit Woleaianisch, 77 % mit Satawalesisch, 74 % mit Karolinisch, 72 % mit Puluwatesisch und Mortlockesisch und eine Ähnlichkeit von 68 % mit Chuukesisch.
Aus der deutschen Kolonialzeit hat sich das Wort „rat“ (Rad) erhalten.